# 豐田Sienna
豐田Sienna（英語：Toyota Sienna）是日本汽車製造商豐田製作的五門小型多功能休旅車，主要面向北美地區的市場:218。
「Sienna」這個名字取自於意大利托斯卡納大區的錫耶納。